# Vukan Nemanjić
Vukan Nemanjić (prima del 1165 – dopo il 1207) (in serbo cirillico Вукан Немањић) fu Gran principe del Grande principato di Serbia dal 1202 al 1204. Benché il maggiore di tre fratelli suo padre scelse come erede il fratello minore e quando questi salì al trono come Stefano Prvovenčani Vukan tramò contro di lui prendendo il trono a forza con la complicità degli ungheresi. Sconfitto venne perdonato per le sue azioni su intervento dal fratello più giovane Sava di Serbia e continuò, senza conseguenze, a governare sulla Banovina della Zeta che era suo appannaggio.

## Biografia
Vukan Nemanjić nacque prima del 1165 da Stefano Nemanja e Anna di Serbia quale maggiore di diversi figli fra maschi e femmine, dei suoi fratelli si ricordano Stefano Prvovenčani e Sava di Serbia oltre ad almeno due sorelle.
Suo padre aveva fatto in modo di rendere le proprie terre indipendenti dall'Impero bizantino dopo la morte di Manuele I Comneno conquistando i feudi di Duklja, Travunia e Zaclumia tutti situati sulla costa del Mare Adriatico. Stefano diede a Vukan suo erede presuntivo in Appannaggio queste terre oltre a quelle di Hvosnoe Toplica attorno al 1190, terre di cui divenne Gran principe.
Un'iscrizione risalente al 1195 nella chiesa di San Luka a Cattaro dà a Vukan i titoli di re di Doclea, Dalmazia, Travunia, Toplica ed Hvosno. Benché Vukan fosse il maggiore il padre preferì designare come erede il figlio di mezzo, Stefano, perché sposato con la principessa bizantina Eudocia Angelo, figlia di Alessio III Angelo. Pare che Vukan reagì a questa scelta proclamandosi nel 1195 re di Doclea appellandosi agli antichi legami che la propria famiglia aveva con la casa reale locale deposta proprio da suo padre anni addietro. Benché egli si fosse fregiato del titolo di re doveva comunque riconoscere l'autorità del fratello e quando il padre abdicò in favore di Stefano nel 1196 a Vukan non restava che riconoscerlo come nuovo re della Serbia.
Una volta abdicato il padre si ritirò al Monastero di Hilandar, da lui stesso fondato insieme al figlio minore Sava, sul Monte Athos e finché egli visse Vukan non intraprese azioni dirette contro il fratello. Quando però morì nel 1200 Vukan non perse tempo e si mosse per detronizzare Stefano trovando aiuto presso gli ungheresi allora sotto il regno di Emerico I d'Ungheria che al momento era impegnato contro il Secondo impero bulgaro e che voleva l'aiuto della Serbia. Con il suo aiuto nel 1202 Vukan riuscì a cacciare il fratello che dovette riparare in Bulgaria lasciando il trono a Vukan.
Per l'aiuto ricevuto Vukan divenne un vassallo di Emerico e promise al Papa che avrebbe convertito il popolo al cattolicesimo se egli lo avesse consacrato. Nella sua condizione di vassallo Vukan si trovò coinvolto negli scontri con la Bulgaria che nel 1203 invasero la Serbia prendendo la città di Niš. Nel caos che seguì la conquista e usando contro di lui le proprie simpatie per il cattolicesimo Stefano riuscì a rientrare in patria e a detronizzare a sua volta il fratello nel 1204.
L'intervento del fratello minore, Sava, spinse Stefano a risparmiargli la vita e gli venne restituita l'autorità sulla Banovina della Zeta nella quale continuò a essere considerato sovrano. L'ultima menzione di Vukan risale al 1207 e si ritiene sia morto poco dopo, perché nel 1208 gli succedette il figlio maggiore Đorđe.

## I figli
Da una o più mogli sconosciute Vukan ebbe quattro figli:
- Đorđe Nemanjić
- Stefan Vukanović Nemanjić, fondatore del Monastero di Morača
- Dmitar Nemanjić (morto dopo il 1286), fondatore del monastero di Davidovica
- Mladen Nemanjić